# Варшавско-Пражка епархия
Варшавско-Пражката епархия (на полски: Diecezja warszawsko-praska; на латински: Dioecesis Varsaviensis-Pragensis) е административно-териториална единица на католическата църква в Полша, западен обред. Суфраганна епископия на Варшавската митрополия. Установена е на 25 март 1992 година с булата „Totus Tuus Poloniae Populus“ на папа Йоан-Павел II. Заема площ от 3 300 км2 и има 1 071 143 верни. Седалище на епископа е Прага, район на град Варшава.

## Деканати
В състава на епархията влизат двадесет и един деканата.
| - Анински деканат - Брудновски деканат - Воломнски деканат - Гроховски деканат - Жельонсковски деканат - Кобилковски деканат - Легьоновски деканат | - Минск Мазовецки – Рождество на Пресвета Богородица (деканат) - Минск Мазовецки – Св. Антоний Падуански (деканат) - Новодворски деканат - Отвоцк – Креси (деканат) - Отвоцки деканат - Пражки деканат - Радзимински деканат | - Рембертовски деканат - Станиславовски деканат - Сулеювски деканат - Тархомински деканат - Тлушч (деканат) - Шенницки деканат - Ядовски деканат |